# Szilvássy Margit
Szilvássy Margit (Beszterce, 1910. november 16. – Budapest., 1988. február 7.) operaénekes (szoprán), érdemes művész, a Magyar Állami Operaház örökös tagja.

## Életpályája
1929 és 1934 között a budapesti Zeneművészeti Főiskolán tanult, mesterei Hilgermann Laura, Molnár Imre és Sík József (ének), valamint Palotay Árpád és Budanovits Mária voltak. A főiskola operai tanfolyamán 1934-ben megszerzett oklevéllel a Magyar Állami Operaház ösztöndíjasa lett, majd 1936-tól 1968-ig magánénekese. Nyugdíjba vonulása után 1968-tól énektanítással foglalkozott. A budapesti Operaház egyik legsokoldalúbb tagja volt, egyaránt kitűnően énekelte a szoprán- és a mezzoszoprán szerepeket; szerepköre az operettprimadonnától a szubretteken át a drámai hősnőkig terjedt. Európa több országában lépett fel vendégként.
1943 decemberében a Lippay Produkció felkérésére énekelte el Kodály Zoltán énekhangra és kamarazenekarra átírt népballadai feldolgozását Szőts István Kádár Kata című kisjátékfilmjének zenéjéhez.
A 2002 óta a Nemzeti Örökség Intézete kezelése alatt álló, védett sírja a Farkasréti temetőben található [6/A–1–155].

## Főbb szerepei
- Márta (D'Albert: Hegyek alján)
- Musetta (Puccini: Bohémélet)
- Vénusz (Wagner: Tannhäuser)
- Marina Mnisek (Muszorgszkij: Borisz Godunov)
- Santuzza (Mascagni: Parasztbecsület)
- Annina (R. Strauss: A rózsalovag)
- Rosalinda (J. Strauss: A denevér)
- Mrs. Meg Page (Verdi: Falstaff)
- Szaffi (J. Strauss: A cigánybáró)
- Glavari Hanna (Lehár: A víg özvegy)
- Házmesterné (Petrovics-Hubay: C’est la guerre)
- Anyós (Szokolay Sándor: Vérnász)

## Díjai
- 1966 – Magyarország Érdemes Művésze díj
- 2016 – A Magyar Állami Operaház posztumusz örökös tagja